# جانسون کنترلز

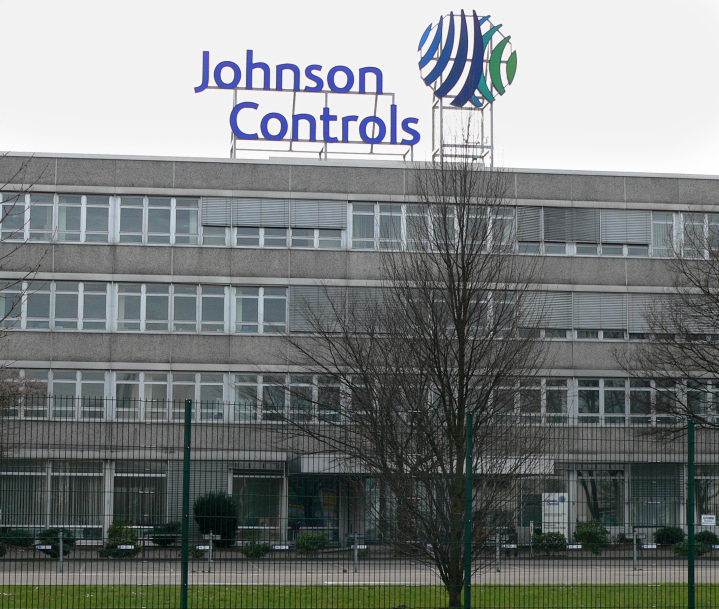
ساختمان اداری جانسون کنترلز، در هانوفر، آلمان

جانسون کنترلز (به انگلیسی: Johnson Control) شرکت خوشه‌ای آمریکایی و چندملیتی است، که در زمینه طراحی و تولید انواع تجهیزات داخلی خودرو، تجهیزات تهویه ساختمان و اتومبیل، انواع باتری و باتری‌های اتومبیل فعالیت می‌نماید.
شرکت جانسون کنترلز در سال ۱۸۸۵ توسط پروفسور وارن اس. جانسون در وایتواتر، ویسکانسین راه‌اندازی شد و در حال حاضر دارای ۱٫۳۰۰ مرکز فروش در ۶ قاره می‌باشد.
دفتر مرکزی این شرکت در شهر میلواکی، ویسکانسین، ایالات متحده آمریکا قرار دارد و سهام آن در بازار بورس نیویورک معامله می‌شود. شرکت جانسون کنترلز در سال ۲۰۱۳ در فهرست فرچون ۵۰۰ در رتبه ۶۷ از بزرگ‌ترین شرکت‌های ایالات متحده آمریکا قرار گرفت. این شرکت در فهرست فورچون جهانی ۵۰۰ نیز رتبه ۲۵۱ از بزرگ‌ترین شرکت‌های جهان را به خود اختصاص داد.